# Alianza 90/Los Verdes
Alianza 90/Los Verdes (en alemán: Bündnis 90/Die Grünen, pronunciado /ˈbʏntnɪs ˈnɔʏntsɪç diː ˈgʁyːnən/; abreviado B’90/Die Grünen o B’90/Grüne), conocido simplemente como Los Verdes o Grüne (pronunciado /ˈɡʁyːnə/ⓘ), es un partido político alemán de centroizquierda. Fue fundado el 13 de enero de 1980 en la ciudad de Karlsruhe, bajo el nombre Los Verdes (en alemán, Die Grünen). Sustentado bajo el pensamiento de la ecología política, también se afilia en el liberalismo de izquierda, el pacifismo y el avance a una economía mixta y sostenible que proteja el medio ambiente. También atrajo a un sector disidente del Partido Democrático Liberal (FDP), vinculado a la defensa de los derechos civiles y al feminismo radical.
En 1993, y después de la unificación alemana, el movimiento Alianza 90 de la Alemania Oriental se fusionó con Los Verdes de la Alemania Occidental, resultando en la actual denominación del partido.
Los Verdes alemanes han formado alianzas federales y estatales con el Partido Socialdemócrata de Alemania, con quienes comparten el espectro de la centroizquierda política. También gobiernan en coalición con la Unión Demócrata Cristiana, el Partido Liberal o La Izquierda en algunos estados. Desde el 2009 el partido se preside de manera bicéfala y paritaria, con dos presidentes (una mujer y un hombre) con iguales competencias y jerarquía en los estatutos del partido.
Actualmente son opositores al Gobierno del canciller Friedrich Merz.

## Posiciones políticas

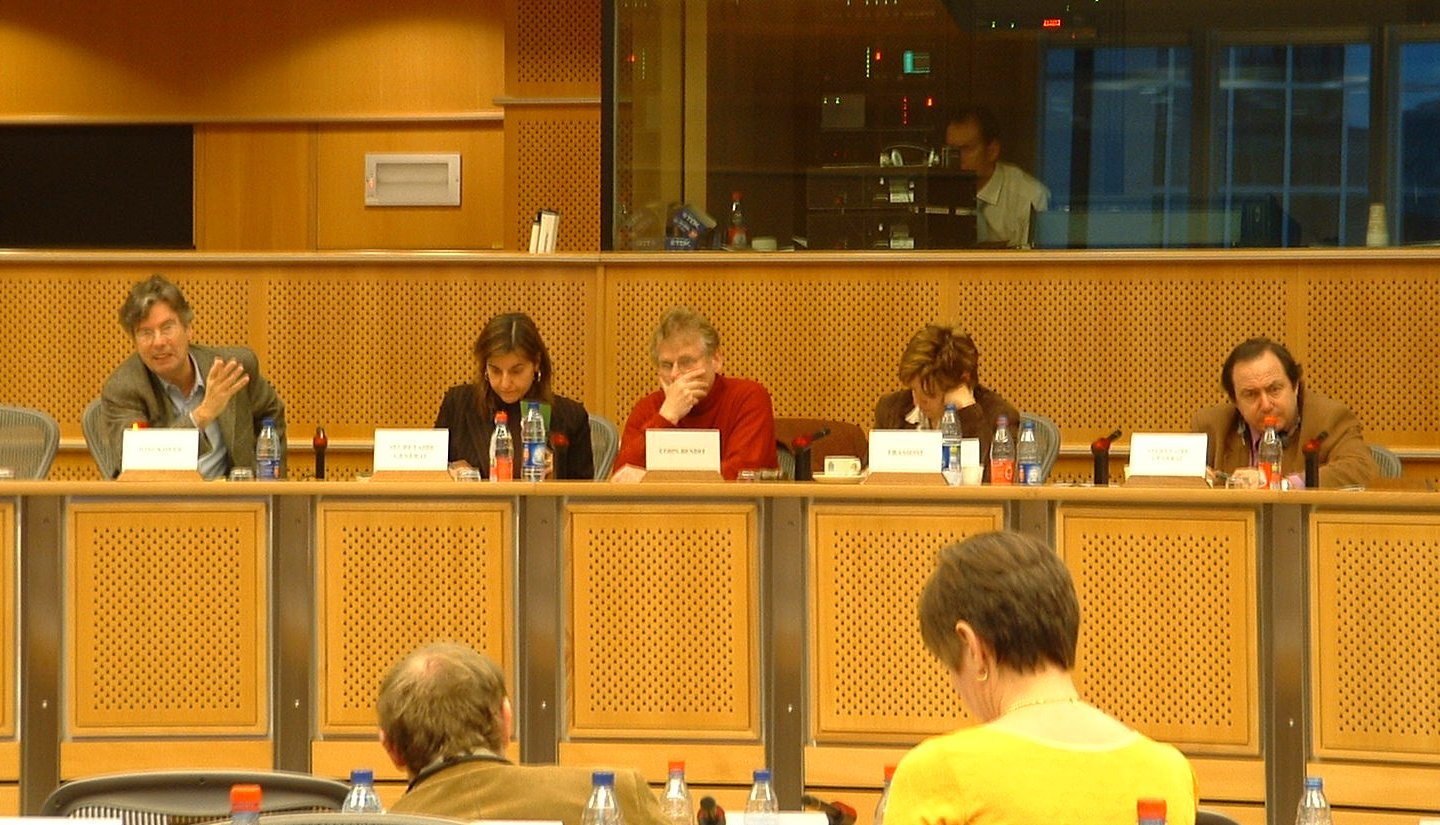
Rueda de prensa de la bancada del partido en la sede parlamentaria de la UE en Estrasburgo, con Daniel Cohn-Bendit en el centro.

- Política medioambiental: Un principio básico de la política de Los Verdes es el desarrollo sostenible. Esto incluye el respeto al medio ambiente, la protección de los recursos naturales y el fomento de las energías renovables. Por encima de la política medioambiental, desde 2007 Los Verdes defienden una política climática que también incluye aspectos de política socioeconómica y de seguridad.

- Política socioeconómica: El desarrollo sostenible también es la idea principal de la política socioeconómica de Los Verdes, con el objeto de cubrir las necesidades de las generaciones actuales sin mermar las de las venideras. Además, una parte del partido defiende la idea de un "ingreso básico incondicional" para ampliar el actual sistema de seguridad social.

- Política social: En política social, Los Verdes defienden firmemente la libertad individual y colectiva y los derechos civiles. Ejemplos de esta política son la integración de los inmigrantes en una "sociedad multicultural", el reconocimiento de las parejas homosexuales y la igualdad de géneros. Los Verdes mantienen una política estricta de cuotas para garantizar la equidad de mujeres y hombres en todos sus gremios.

- Política europea: Los Verdes apoyan tanto la profundización como la ampliación de la Unión Europea (UE). Esto incluye, entre otras cosas, el apoyo a la entrada de Turquía en la UE y al Tratado de Lisboa.

- Política educativa: Los Verdes apoyan los principios de las escuelas integrales, para superar el actual sistema de educación de Alemania con su segregación de los alumnos en escuelas de diferente nivel. En política universitaria, Los Verdes rechazan las tasas de matriculación (prohibidas en Alemania hasta 2005), aunque en Hamburgo, donde forman parte del gobierno regional, aceptaron un modelo según el que los estudiantes solo tienen que pagar estas tasas si después de su carrera encuentran un trabajo con alta remuneración.
- Política exterior : Profundamente pacifistas en los años 80, los Verdes se han acercado a las posiciones del movimiento atlantista desde los años 90. En la actualidad, apuestan por una estrecha relación con los Estados Unidos y por mantener a Alemania en la OTAN. En 1998, el partido apoyó el envío de tropas alemanas a Kosovo para luchar contra Serbia; uno de sus líderes, Joschka Fischer, era entonces ministro de Asuntos Exteriores. Durante la campaña electoral de 2021, el partido describe a China como un "rival sistémico" de Europa y dice que hay que ejercer "más presión" sobre Rusia.

## Historia

### Fundación de Los Verdes
Die Grünen (Los Verdes) se formaron en la 
República Federal de Alemania (RFA) desde mediados de los años 1970 como una alianza de diversos grupos e iniciativas populares, sobre todo representantes de los "nuevos movimientos sociales" (ecologismo, feminismo, pacifismo etc.). A escala regional, varios pequeños partidos ecologistas se presentaron en elecciones regionales y municipales, aunque sin conseguir apenas representación parlamentaria. En las elecciones europeas de 1979, se presentó por primera vez una lista nacional verde, liderada por la activista Petra Kelly, quien hasta ese momento había pertenecido al Partido Socialdemócrata de Alemania (SPD), y Herbert Gruhl, exdiputado por la Unión Demócrata Cristiana (CDU). La lista consiguió el 3,2 % de los votos y ningún escaño.
El 13 de enero de 1980, finalmente, se fundó el partido Die Grünen en Karlsruhe. Su fundamento ideológico, expresado en su manifiesto fue marcado por los lemas "socialismo, ecologismo, democracia de base, no-violencia". Según Petra Kelly, Los Verdes se entendieron como un "partido anti-partidos", rechazando el sistema político parlamentario existente en la RFA. El éxito social del partido y la entrada de un gran número de nuevos miembros, procedentes sobre todo de los nuevos movimientos sociales, provocó la escisión del ala más conservadora del partido alrededor de Herbert Gruhl, que en 1982 fundó el Partido Ecológico-Democrático (ÖDP).
Perteneciente a la izquierda radical de la época y con la intención de luchar por la justicia social y la protección del medio ambiente, el joven Partido Verde fue muy mal percibido por los partidos tradicionales. A principios de los años 80, la CDU se planteó pedir su disolución.

### Entrada en el Bundestag y desarrollo hasta 1990

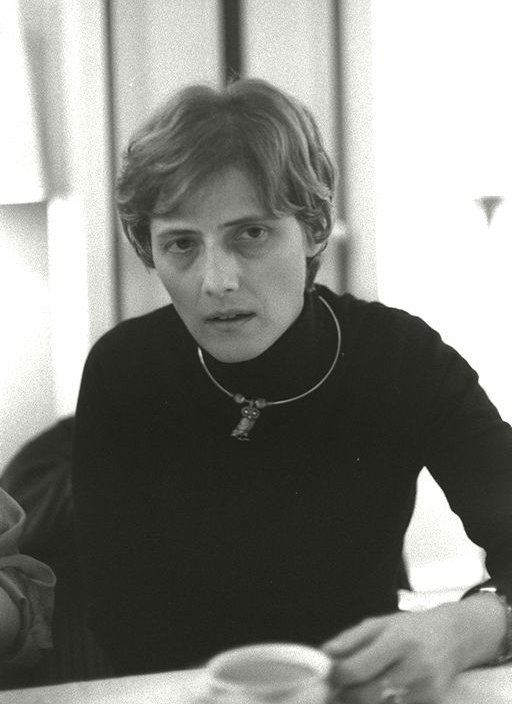
Petra Kelly 1987 en el Bundestag.

En las elecciones federales de 1983, los Verdes consiguieron por primera vez representación en el Parlamento Federal (Bundestag), obteniendo el 5,6 % de los votos y 27 diputados. Durante los años siguientes, el desarrollo del partido estuvo marcado por los conflictos entre las alas "fundamentalista" y "realista" del partido: mientras los fundis defendieron una línea izquierdista más radical, rechazando el sistema parlamentario existente en Alemania, los realos trataron de abrir el partido, para hacer posible la participación en pactos de gobierno con el SPD. Winfried Kretschmann, primer ministro-presidente de Los Verdes, describe esas dos tendencias bajo la figura que utilizan los antroposófos: «Lucifer» y «Ahriman»: uno representa el apego por la realidad, otro su apego por los sueños. Al final, se impuso la línea realo defendida por Joschka Fischer y Daniel Cohn-Bendit. En 1985, se formó la primera coalición rojiverde en el Parlamento Regional Hesiano; Joschka Fischer fue nombrado ministro de Medio Ambiente de este estado federado. En las elecciones federales de 1987, Los Verdes consiguieron el 8,3 % de los votos y 44 diputados.

### Fusión con Alianza 90
La caída del Muro de Berlín en 1989 y la reunificación alemana en 1990 fueron momentos históricos importantes también para Los Verdes. Hasta este momento, estos no habían puesto en duda la existencia de dos Estados alemanes y, a diferencia de otros partidos, no daban mucha importancia a la reunificación. En las elecciones federales de 1990, por lo tanto, Los Verdes se presentaron con el lema: "Todos hablan de Alemania. Nosotros hablamos del clima." No obstante, esta actitud no correspondió con el ambiente político predominante en el país en este momento, por lo que Los Verdes en la parte occidental de Alemania no lograron superar el mínimo del 5 % de los votos necesarios para obtener representación parlamentaria.
Sin embargo, desde 1989 también empezaron a surgir grupos afines a Los Verdes en la Alemania oriental. Por una parte, en 1989 se fundó el Partido Verde de la RDA, que en 1990 se fusionó con Los Verdes. Por otra parte, en febrero de 1990 varios grupos defensores de los derechos civiles en la RDA formaron la alianza electoral Bündnis 90 (Alianza 90). En las elecciones federales de 1990, esta Alianza y el Partido Verde de la RDA se presentaron en una lista conjunta, bajo la denominación de Bündnis 90/Grüne – BürgerInnenbewegung (Alianza 90/Verdes – Movimiento de Ciudadanas y Ciudadanos), obteniendo ocho escaños en el Bundestag.
A partir de inicios de los años 90, se intensificó la cooperación entre Los Verdes y Alianza 90. De este modo, la defensa de los derechos y las libertades civiles se convirtió en un pilar básico de la ideología de Los Verdes, provocando la salida de varios miembros destacados del ala más izquierdista (o fundi) del partido. El 14 de mayo de 1993, Alianza 90 y Los Verdes se fusionaron para formar el nuevo partido Bündnis 90/Die Grünen (Alianza 90/Los Verdes). En las elecciones federales de 1994, obtuvieron el 7,3 % de los votos y 49 diputados.
Ese mismo año, se formó la organización juvenil Grüne Jugend (Juventudes Verdes). En 1996, las diversas fundaciones afines al partido se fusionaron para formar la Fundación Heinrich Böll. Además, durante estos años, Los Verdes lograron formar gobiernos regionales conjuntos con el SPD en varios estados federados, tales como Berlín (1989-90 y 2001-02), Baja Sajonia (1990-94), Hesse (1991-99), Sajonia-Anhalt (1994-98), Renania del Norte-Westfalia (1995-2005), Schleswig-Holstein (1996-2005) y Hamburgo (1997-2001). Sin embargo, el partido nunca logró asentarse por completo en el este del país, donde apenas consiguió representación en los parlamentos regionales.

### Participación en el Gobierno Federal (1998 a 2005)

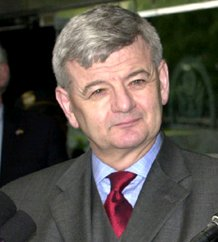
Joschka Fischer, 1998–2005 ministro federal de Relaciones Exteriores.

En las elecciones federales de 1998, Los Verdes/Alianza 90 consiguieron el 6,7 % de los votos. Este ligero retroceso, sin embargo, no impidió que el Partido Socialdemócrata (SPD) y Los Verdes pudieran formar, por primera vez a escala federal, un pacto de gobierno rojiverde bajo el canciller Gerhard Schröder (SPD). Joschka Fischer, que en la legislatura anterior había sido portavoz del grupo parlamentario verde, se convirtió en ministro de Relaciones Exteriores y vicecanciller; Andrea Fischer fue nombrada ministra de Sanidad y Jürgen Trittin, ministro de Medio Ambiente. Después de la crisis de las vacas locas, en enero de 2001, Andrea Fischer fue sustituida por la socialdemócrata Ulla Schmidt; a cambio, entró en el gabinete la verde Renate Künast como ministra de Protección del Consumidor, Alimentación y Agricultura.
Durante su etapa en el gobierno alemán, Los Verdes trataron de realizar algunos de sus proyectos políticos principales. Durante la legislatura de 1998-2002, se aprobaron, entre otros, un impuesto ecológico sobre el consumo de energía (aunque no exactamente en la forma propuesta por Los Verdes), el abandono de la energía nuclear (aunque sólo a partir de 2021), una ley para fomentar las energías renovables, una liberalización del derecho de inmigración y la "ley de asociaciones vitales registradas", una versión descafeinada del matrimonio gay. Sin embargo, todas estas leyes estuvieron marcadas por la necesidad de encontrar compromisos con el SPD.
En política exterior, el punto álgido de la legislatura fue la guerra de Kosovo en 1999. Esta provocó duras críticas del sector pacifista del partido. Sin embargo, Joschka Fischer defendió la participación alemana en la guerra, con el argumento de que se trataba de frenar el genocidio contra los kosovares y evitar un "nuevo Auschwitz". Finalmente, en un congreso extraordinario, el partido aprobó esta línea política. El abandono del pacifismo condujo gradualmente a la salida de muchos activistas y al desplazamiento del partido hacia la derecha. En 2002/03, Fischer protagonizó el rechazo alemán a la guerra de Irak, logrando así la reconciliación con el sector pacifista del partido.
En materia económica, el partido apoyó los recortes fiscales concedidos durante los años de Schröder a los hogares más ricos. También apoyó las reformas Hartz, que introdujeron uno de los sistemas de seguro de desempleo más coercitivos de Europa. Por estas razones, el partido es mucho más popular entre las clases ricas y medias que entre las clases trabajadoras.
Pocos meses antes de las elecciones federales de 2002, Los Verdes aprobaron un nuevo programa de principios con el título Die Zukunft ist grün ("El futuro es verde"). En las elecciones, obtuvieron el mejor resultado de su historia en unas elecciones federales, con un 8,6 % de los votos y 55 escaños. Este resultado fue suficiente para volver a formar gobierno con el SPD, que había sufrido un notable retroceso de votos y sólo había empatado en votos (38,5 %) con la CDU-CSU.
Dos años más tarde, Los Verdes volvieron a superar su resultado electoral en las elecciones europeas de 2004, en las que consiguieron el 11,9 % de los votos. Sin embargo, durante la segunda legislatura del gobierno federal rojiverde, Los Verdes apenas consiguieron lanzar nuevos proyectos importantes. En cambio, la legislatura estuvo marcada por la crisis económica y por las reformas emprendidas por el SPD de Schröder y de Wolfgang Clement, ministro de Economía y Trabajo. Estas reformas de recortes sociales y flexibilización económica (conocidas como Agenda 2010) provocaron una fuerte caída del SPD en las encuestas de intención de voto a partir de 2004, pero apenas afectaron a Los Verdes.

### Desarrollo desde 2005: Oposición, crecimiento y participación en el gobierno
En las elecciones federales del 18 de septiembre de 2005, Los Verdes obtuvieron el 8,1 % de los votos, un ligero retroceso frente al resultado de 2002. Sin embargo, las pérdidas del SPD y la entrada del partido Die Linke (La Izquierda) en el Bundestag impidieron una nueva mayoría rojiverde. Por lo tanto, Los Verdes pasaron a la oposición, dando lugar a la formación de una "gran coalición" entre CDU-CSU y SPD bajo la canciller Angela Merkel. Con 51 escaños, Los Verdes eran el grupo opositor más pequeño del parlamento alemán, por detrás de los liberales (FDP) y de La Izquierda. Los portavoces del grupo parlamentario verde eran Katrin Göring-Eckardt y Anton Hofreiter. Los presidentes del partido eran Annalena Baerbock y Robert Habeck.
Durante los últimos años, Los Verdes mantuvieron sus buenos resultados en las elecciones regionales, sobre todo en el oeste del país. Sin embargo, sobre todo a causa de los malos resultados del SPD, entre 2005 y 2007 ya no participaron en el gobierno de ningún estado federado. En mayo de 2007, Los Verdes obtuvieron su entonces mejor resultado electoral en la elección al Bürgerschaft (parlamento regional) de Bremen con un 16,4 % de los votos, lo cual les permitió volver a formar parte del gobierno regional junto al SPD.
En abril de 2008, además, se formó en Hamburgo la primera coalición de gobierno entre Los Verdes y la CDU, bajo el primer alcalde Ole von Beust. Este pacto, que pocos años antes todavía había parecido impensable por las diferencias ideológicas, subrayó el acercamiento entre ambos partidos y se considera un modelo para una posible coalición a escala federal. Sin embargo, la coalición se quebró a fines de 2010. En otro estado federado, en Sarre, sin embargo mantuvo por más tiempo una coalición con la CDU y la FDP.
En las elecciones federales de 2009 Los Verdes pudieron aumentar el porcentaje de sus votos a 10,7 %, pero permanecieron en la oposición debido a la victoria de CDU y FDP. Renate Künast y Jürgen Trittin fueron designados como candidatos principales para estas elecciones. En los años siguientes, el partido se benefició de un cambio en la opinión pública alemana con respecto a la energía nuclear, particularmente después del accidente nuclear de Fukushima I, consiguiendo valores de popularidad superiores a los 20 % en las encuestas de intención de voto, inéditos en la historia del partido, y consiguiendo entrar en los Parlamentos federados de Renania-Palatinado y Sajonia-Anhalt.
En marzo de 2011 los Verdes se convirtieron en la segunda fuerza política del Parlamento Regional de Baden-Württemberg; en ese contexto, Winfried Kretschmann fue elegido primer ministro de ese estado federal, en coalición con el SPD. Por esta razón, el 27 de marzo (día en que se celebraron las elecciones al Parlamento de Baden-Württemberg) fue considerado un día histórico para el partido. Por primera vez este obtuvo escaños suficientes para estar al frente del gobierno de un estado federado alemán, obteniendo un 24 % de los votos, más de doce puntos porcentuales en relación con su resultado en 2006. Según la prensa, la victoria no hubiera sido posible de no ser por dos factores: Por un lado, el accidente nuclear de Fukushima I, había ocasionado un duro golpe a la CDU, que hace pocos meses había firmado la prolongación del funcionamiento de las centrales nucleares de todo el país. Otro hecho que favoreció a Los Verdes fue la polémica conocida bajo el nombre de Stuttgart 21. Se trataba de un proyecto para derribar la antigua estación de trenes de la ciudad de Stuttgart y construir una estación subterránea moderna. El coste elevado de este proyecto, para muchos innecesario, y sobre todo la tala masiva de árboles que la construcción supondría, llevaron a los ciudadanos a manifestarse en contra numerosas veces. Incluso se produjo una carga policial excesiva y violenta que fue duramente criticada por la totalidad de la sociedad alemana. Los Verdes se habían manifestado en todo momento contrarios a este proyecto.
En las elecciones de 2013 fue el cuarto partido más votado con cerca del 8 % de los votos y 63 diputados —uno menos que La Izquierda, el tercero más votado—.
En las elecciones de 2017 mejoró levemente sus resultados.
En las elecciones de 2021, los Verdes mejoraron considerablemente sus resultados y pasaron a formar parte del gobierno de coalición encabezado por el socialdemócrata Olaf Scholz. El partido ocupa actualmente la vicecancillería y otros cinco cargos ministeriales en el gabinete.
Los Verdes han pasado de 65.000 afiliados en 2017 a 85.000 en 2019. Su electorado es más bien joven y femenino, pero sobre todo tiene un fuerte capital cultural y un cómodo capital financiero. Sus zonas más débiles se encuentran en los Länder más pobres, especialmente en el este de Alemania.
Al contrario de todas sus "marcas" en el resto de Europa, anti-OTAN y antibelicista, se alian con la política seguida por Israel en el Conflicto israelí-palestino de octubre de 2023. Esa postura belicista, e incluso pro-nuclear, también la siguieron en la Invasión rusa de Ucrania.

## Presencia en los estados federados
Gobierna con la CDU en:
- Baden-Wurtemberg

Representación de Los Verdes en los parlamentos regionales.
Miembro del parlamento. Presidiendo el gobierno.
Miembro del parlamento. En el gobierno.
Miembro del parlamento. En la oposición.
Fuera del parlamento.

Es socio de gobierno del SPD en:
- Baja Sajonia
- Hamburgo

Es socio de gobierno del SPD y el FDP en:
- Renania-Palatinado

Es socio de gobierno de la CDU en:
- Renania del Norte-Westfalia
- Schleswig-Holstein

Es socio de gobierno del SPD y La Izquierda en:
- Bremen
- Turingia

Es socio de gobierno del SPD y la CDU en:
- Brandeburgo

Ea socio de gobierno de la CDU y el SPD en:
- Sajonia

Está en la oposición en:
- Baviera
- Berlín
- Hesse
- Mecklemburgo-Pomerania Occidental
- Sajonia-Anhalt

No tiene representación parlamentaria en:
- Sarre

## Presidentes
| 1980      | August Haußleiter (después de su renuncia en junio de 1980, Dieter Burgmann), Petra Kelly y Norbert Mann |
| 1981-1982 | Dieter Burgmann, Petra Kelly y Manon Maren-Grisebach                                                     |
| 1982-1983 | Manon Maren-Grisebach, Wilhelm Knabe y Rainer Trampert                                                   |
| 1983-1984 | Wilhelm Knabe, Rainer Trampert y Rebekka Schmidt                                                         |
| 1984-1987 | Rainer Trampert, Lukas Beckmann y Jutta Ditfurth                                                         |
| 1987-1989 | Jutta Ditfurth, Regina Michalik y Christian Schmidt                                                      |
| 1989-1990 | Ralf Fücks, Ruth Hammerbacher y Verena Krieger                                                           |
| 1990-1991 | Renate Damus, Heide Rühle y Hans-Christian Ströbele                                                      |
| 1991-1993 | Ludger Volmer y Christine Weiske                                                                         |
| 1993-1994 | Marianne Birthler y Ludger Volmer                                                                        |
| 1994-1996 | Krista Sager y Jürgen Trittin                                                                            |
| 1996-1998 | Jürgen Trittin y Gunda Röstel                                                                            |
| 1998-2000 | Gunda Röstel y Antje Radcke                                                                              |
| 2000-2001 | Renate Künast y Fritz Kuhn                                                                               |
| 2001-2002 | Fritz Kuhn y Claudia Roth                                                                                |
| 2002-2004 | Angelika Beer y Reinhard Bütikofer                                                                       |
| 2004-2008 | Reinhard Bütikofer y Claudia Roth                                                                        |
| 2008-2013 | Claudia Roth y Cem Özdemir                                                                               |
| 2013-2018 | Cem Özdemir y Simone Peter                                                                               |
| 2018-2022 | Robert Habeck y Annalena Baerbock                                                                        |
| 2022-2024 | Ricarda Lang y Omid Nouripour                                                                            |
| 2024-     | Franziska Brantner y Felix Banaszak                                                                      |

## Resultados electorales

### Elecciones federales
|  | 1.5 % |

|  | 5.6 % |

|  | 8.3 % |

|  | 5.0 % |

|  | 7.3 % |

|  | 6.7 % |

|  | 8.6 % |

|  | 8.1 % |

|  | 10.7 % |

|  | 8.4 % |

|  | 8.9 % |

|  | 14.8 % |

|  | 11.6 % |

### Elecciones al Parlamento Europeo
| Año  | # de votos | % de votos | # de escaños obtenidos | +/– |
| ---- | ---------- | ---------- | ---------------------- | --- |
| 1979 | 893,683    | 3.2 (#5)   | 0/81                   |     |
| 1984 | 2,025,972  | 8.2 (#4)   | 7/81                   | 7   |
| 1989 | 2,382,102  | 8.4 (#3)   | 8/81                   | 1   |
| 1994 | 3,563,268  | 10.1 (#3)  | 12/99                  | 4   |
| 1999 | 1,741,494  | 6.4 (#4)   | 7/99                   | 5   |
| 2004 | 3,078,276  | 11.9 (#3)  | 13/99                  | 6   |
| 2009 | 3,193,821  | 12.1 (#3)  | 14/99                  | 1   |
| 2014 | 3,138,201  | 10.7 (#3)  | 11/96                  | 3   |
| 2019 | 7,675,584  | 20.5 (#2)  | 21/96                  | 10  |
| 2024 | 4.738.227  | 11,9 (#4)  | 12/96                  | 9   |

### Resultados en los Länder
|  | 32.6 % |

|  | 14.5 % |

|  | 18.4 % |

|  | 4.3 % |

|  | 11.9 % |

|  | 18.5 % |

|  | 14.8 % |

|  | 14.5 % |

|  | 6.3 % |

|  | 18.2 % |

|  | 9.3 % |

|  | 4.9 % |

|  | 5.1 % |

|  | 5.9 % |

|  | 18.3 % |

|  | 3.2 % |